# Споры вокруг Ticketmaster (2022)
Конфликт вокруг Ticketmaster 2022 года, также известный как фиаско Ticketmaster-Тейлор Свифт произошёл в ноябре 2022 г. из-за ошибок американской компании по продаже билетов Ticketmaster при продаже билетов на американский этап концертного тура американской певицы Тейлор Свифт The Eras Tour 2023 года.
Ведущая платформа по продаже билетов в мире Ticketmaster стала партнером певицы для продажи билетов на тур. Первый раунд продажи билетов на этап в США начался 18 ноября в рамках программы предпродажи Verified Fan компании Ticketmaster. СМИ охарактеризовали спрос на билеты на Eras Tour как «астрономический»: на программу зарегистрировались 3,5 миллиона человек. Однако в течение часа после начала предпродажный веб-сайт рухнул, и пользователи либо полностью вышли из системы, либо оказались в замороженной очереди. В тот день, несмотря на отключение, было продано 2,4 миллиона билетов, что побило рекорд по количеству проданных артистом за один день билетов. Ticketmaster объяснил сбой высокой посещаемостью сайта — «исторически беспрецедентным спросом с появлением [14 миллионов]», — но пользователи обвинили её в плохом обслуживании клиентов. Владелец оператора Live Nation Entertainment объяснил, что «ошеломляющий» спрос Swift «перегрузил» веб-сайт сверх его возможностей. В конце концов Ticketmaster отменил общую распродажу из-за «недостаточного» инвентаря. Свифт заявила, что компания пообещала ей справиться со спросом. Ticketmaster извинился перед Свифт и её поклонниками через социальные сети. Однако большое количество билетов достались спекулянтам и повторно выставлено на продажу на сайтах перепродажи билетов, таких как StubHub.
Ticketmaster был встречен массовым порицанием по всей стране. Поклонники и группы потребителей назвали платформу лживой и заявили, что компания злоупотребляет своим доминирующим положением на рынке. В ответ несколько членов Конгресса США заявили о своей поддержке отмены слияния Ticketmaster и Live Nationв 2010 году, которое они назвали не испытывающей конкурентного давления монополией, что привело к некачественному обслуживанию и более высоким ценам для потребителей. После инициированных генеральными прокурорами нескольких штатов расследований Министерство юстиции США начало федеральное расследование в отношении компаний. Промоутер тура Свифта AEG Presents обвинил Ticketmaster в наличии эксклюзивных контрактов с большинством концертных площадок США, что вынуждает его сотрудничать с Ticketmaster. В декабре 2022 года несколько фанатов подали в суд на Live Nation-Ticketmaster за умышленный обман, мошенничество, фиксирование цен, нарушение антимонопольного законодательства и других законов. Судебный комитет Сената США рассмотрел слияние и случившийся инцидент со Свифт на слушаниях в январе 2023 года.
Полемика привлекла внимание к одной из давних проблем в музыкальной индустрии. Кроме того, Ticketmaster распространил недействительные билеты на World’s Hottest Tour пуэрториканского рэпера Bad Bunny в Мехико, что также привело к переполнению места проведения. PROFECO, мексиканское агентство по защите прав потребителей, оштрафовало Ticketmaster на 10 процентов от его дохода за 2021 год.

## Компания
Ticketmaster Entertainment, Inc. — американская компания по продаже и распространению билетов, базирующаяся в Беверли-Хиллз, штат Калифорния, и работающая во многих странах мира. Он был основан в Финиксе, штат Аризона, в 1976 году сотрудниками колледжа Питером Гадва и Альбертом Леффлером, а также бизнесменом Гордоном Ганном III.
В 1994 году американская рок-группа Pearl Jam подала жалобу в антимонопольный отдел Министерства юстиции США, утверждая, что Ticketmaster имеет «практически абсолютную монополию на распространение билетов на концерты» и пыталась забронировать свой тур только в тех местах, где это было возможно. не использовать Тикетмастер. Однако никаких действий в отношении Ticketmaster предпринято не было. В 21 веке Ticketmaster стала крупнейшей компанией по продаже билетов в мире.
В феврале 2009 года Ticketmaster заключила соглашение о слиянии с крупнейшим в мире промоутером мероприятий Live Nation и созданием Live Nation Entertainment.. Сделка была одобрена Министерством юстиции США в январе 2010 года при условии, что компания продаст Paciolan Comcast Spectacor или другой фирме и передаст лицензию на свое программное обеспечение Anschutz Entertainment Group (AEG), своему крупнейшему конкурент. Новая компания, которая будет называться Live Nation Entertainment, также будет подпадать под действие положений в течение 10 лет, которые не позволяют ей принимать ответные меры против заведений, сотрудничающих с конкурирующими билетными компаниями. Генеральный директор Live Nation Майкл Рапино был назначен генеральным директором новой компании.
Ticketmaster был предметом нескольких споров, таких как антиконкурентные претензии, мошеннические отношения со спекулянтами, утечка данных, вводящее в заблуждение ценообразование и динамическое ценообразование. Ранее в 2022 году Ticketmaster и Live Nation вызвали негативную реакцию и внимание СМИ по поводу динамического ценообразования и «платиновой» модели поступивших в продажу в июле и октябре билетов на туры Брюса Спрингстина (Springsteen and E Street Band 2023 Tour) и Blink-182 (World Tour 2023/2024) в 2023 году (оба продвигались Live Nation) (цены на случайные места в зале составляли сотни или тысячи долларов).

## Тейлор Свифт
Американская певица Тейлор Свифт выпустила свой десятый студийный альбом Midnights 21 октября 2022 г., который получил широкий коммерческий успех и признание критиков. 1 ноября она объявила в Good Morning America и через свои аккаунты в социальных сетях, что её шестой концертный тур в поддержку Midnights и всех её предыдущих альбомов будет называться The Eras Tour и будет состоять из 27 концертов в 20 городах, которые начались 17 марта 2023 г. в Глендейле, штат Аризона, и завершатся 9 августа 2023 г. в Инглвуде, штат Калифорния, билеты продаются через Ticketmaster. Это первое выступление Свифт в США после её Reputation Stadium Tour в 2018 г, ставшего самым прибыльным в истории США. Некоторые даты, например, в Глендейле, продавались через SeatGeek. По многочисленным просьбам 4 ноября Свифт добавил восемь дополнительных концертов в США к существующим городам. Более высокий спрос побудил добавить ещё 17 концертов на следующей неделе, что сделало The Eras Tour крупнейшим туром по США в карьере Свифта с 52 концертами, что превышает 38 концертов Reputation Stadium Tour.

### Падение сайта
Eras Tour зафиксировал невероятно высокий спрос на билеты. 15 ноября сайт Ticketmaster рухнул из-за «исторически беспрецедентного миллионного спроса», что остановило предварительную продажу. Менее чем за час доступности серверы платформы продажи билетов «не могли ответить», а пользователи «либо полностью вышли из системы, либо находились в очереди из более чем 2 тыс. человек, которая казалась замороженной». Ticketmaster немедленно опубликовал заявление, согласно которому компания работает над устранением проблем, «поскольку сайт был не готов вместить огромное количество сотен тысяч фанатов Swift», и что оставшиеся «сотни тысяч билетов» уже проданы и отложены, включая предпродажу Capital One до 16 ноября. Позднее публичная распродажа была отменена из-за «чрезвычайно высоких требований к системам продажи билетов и недостаточного количества оставшихся билетов для удовлетворения этого спроса». Только в первый день предпродажи Eras Tour было продано более двух миллионов билетов, побив небывалый рекорд по количеству проданных артистом за один день билетов на концерты.
Во время и сразу после краха веб-сайта Ticketmaster подвергся широкой критике со стороны фанатов и клиентов в социальных сетях за модель продажи билетов, которая препятствовала покупке. Согласно The New York Times, сбой продажи билетов «сломал интернет».. Слово «Ticketmaster» заняло первое место в мире в различных социальных сетях, таких как Twitter и TikTok. По версии CNN Business астрономический спрос символизировал популярность певицы. Однако Fortune и Bloomberg News приписали критику Ticketmaster «часто запутанному многоэтапному процессу покупки, сопряженному с дополнительными сборами», а также «долгим ожиданиям, техническим проблемам и плохому обслуживанию клиентов»..

## Реакция медиа

### Расследования
8 декабря 2022 года Slate опубликовал критический анализ разногласий и пришел к выводу, что фанаты Свифт были правы с теорией, что Ticketmaster «обманывает их» с целью получения прибыли. Статистические данные по выборке из более чем 2200 пользователей показали, что имевшие специальные «бустеры» для проверенных фанатов, включая предлагаемые купившим ранее билеты на отмененный Lover Fest и предполагаемые имевшим более приоритетный статус коды, были менее успешны в получении билетов, чем не имевшие никаких бонусов.
12 декабря The Wall Street Journal опубликовала статью о случившемся инциденте со ссылкой на знакомых с ситуацией людей. Согласно ей, на тур было выделено 2,6 млн мест, на которые через фан-программу было зарегистрировано уже 3,5 млн, из которых 1,5 млн уже получили коды предварительной продажи, что обычно соответствует 1,8 млн проданных билетов. Вместо этого в первый день продаж сайт посетили 12 млн уникальных пользоваетелей, включая ботов-скальперов, которые отправили привёдшие к сбою 3,5 млрд пользовательских запросов. До падения сайта было продано 2,4 млн билетов, для отменённой общей продажи осталось лишь 163 300 билетов (6 % шесть процентов от общего числа мест). The Wall Street Journal также высказала мнение, что сайт мог-бы работать, если-бы Ticketmaster не открыл большую часть билетов для продажи в один день, а подобно кейсу Reputation. Tour разделил их продажу в шахматном порядке на несколько дней в зависимости от мест проведения.
3 января 2023 г. The Guardian сообщила, что Live Nation-Ticketmaster тратит «большие» деньги на свою лоббистскую кампанию в Министерстве юстиции, а также на законы, направленные на «повышение прозрачности продажи билетов».
23 января газета Los Angeles Times опубликовала статью под названием «Как Ticketmaster стал самым ненавистным именем в музыке», в которой со ссылкой на анонимного концертного руководителя сообщалось о допущенных ошибках Ticketmaster при интернет-продаже билетов на тур Свифт и о наличии в базе проверенных фанатов перепродавцов с поддельными адресами электронной почты.

### Наследие
В 2022 году издания Forbes и The Hollywood Reporter называли Тейлор Свифт одной из влиятельнейших женщин в индустрии развлечений. Entertainment Weekly включил конфликт «Свифтис против Ticketmaster» как один из крупнейших моментов поп-культуры 2022 года. The Washington Post объявила, что 2022 год станет ещё одним годом, когда Свифт будет доминировать, сохраняя «нерушимую власть над нашим все более раздробленным миром — и его дискурсом — так, как это не удается почти никому другому» Vox включил конфликт в свой список важнейших мировых событий 2022 года. The A.V. Club включил «Ticketmaster сталкивается с гневом свифтис» в свой список 30 крупнейших новостных сюжетов поп-культуры 2022 года.